# La Chapelle-Cécelin
La Chapelle-Cécelin – miejscowość i gmina we Francji, w regionie Normandia, w departamencie Manche.
Według danych na rok 1990 gminę zamieszkiwały 194 osoby, a gęstość zaludnienia wynosiła 37 osób/km² (wśród 1815 gmin Dolnej Normandii La Chapelle-Cécelin plasuje się na 692. miejscu pod względem liczby ludności, natomiast pod względem powierzchni na miejscu 865.).